# 26.ª Bienal Internacional de Arte de São Paulo
A 26.ª Bienal Internacional de Arte de São Paulo foi realizada entre os dias 26 de setembro e 19 de dezembro de 2004 no Pavilhão Ciccillo Matarazzo do Parque do Ibirapuera. Com o tema "Território Livre", a mostra reuniu trabalhos de 135 artistas, de 62 países. Durante os 86 dias de exposição foi registrado um público recorde de 917 218 pessoas.
A curadoria ficou a cargo do alemão Alfons Hug.